# Nadežda Konjaeva
Nadežda Efimovna Konjaeva, coniugata Samojlova (in russo Надежда Ефимовна Коняева-Самойлова?; Kursk, 5 ottobre 1931), è un'ex giavellottista sovietica, vincitrice della medaglia di bronzo ai Giochi olimpici di Melbourne 1956.

## Palmarès
| Anno | Manifestazione | Sede      | Evento                 | Risultato | Misura  | Note |
| ---- | -------------- | --------- | ---------------------- | --------- | ------- | ---- |
| 1954 | Europei        | Berna     | Lancio del giavellotto | Bronzo    | 49,49 m |      |
| 1956 | Olimpiadi      | Melbourne | Lancio del giavellotto | Bronzo    | 50,28 m |      |